# Лорна Вудрофф
Лорна Вудрофф (англ. Lorna Woodroffe; нар. 18 серпня 1976) — колишня британська тенісистка.
Найвищу одиночну позицію світового рейтингу — 133 місце досягла 26 січня 1998, парну — 69 місце — 3 листопада 1997 року.
Здобула 1 одиночний та 28 парних титулів туру ITF.
Найвищим досягненням на турнірах Великого шолома було 2 коло в одиночному, парному та змішаному парному розрядах.

## Фінали турнірів WTA

### Парний розряд: 1 (поразка)
| Легенда     |
| Tier I      |
| Tier II     |
| Tier III    |
| Tier IV & V |

| Результат | Дата           | Турнір                      | Покриття | Партнерка   | Суперниці                 | Рахунок  |
| --------- | -------------- | --------------------------- | -------- | ----------- | ------------------------- | -------- |
| Поразка   | 18 травня 1997 | Welsh Open, Велика Британія | Ґрунт    | Жулі Пуллен | Керрі-Енн Г'юз Деббі Грем | 3–6, 4–6 |

## Фінали ITF
| турніри $100,000 |
| турніри $75,000  |
| турніри $50,000  |
| турніри $25,000  |
| турніри $10,000  |

### Одиночний розряд (1–6)
| Результат | Ранг | Дата            | Турнір                          | Покриття   | Суперниця            | Рахунок       |
| --------- | ---- | --------------- | ------------------------------- | ---------- | -------------------- | ------------- |
| Поразка   | 1.   | 28 лютого 1994  | ITF Бухен, Німеччина            | Килим (i)  | Шанталь Ройтер       | 7–6, 2–6, 5–7 |
| Поразка   | 2.   | 6 жовтня 1996   | ITF Ноттінгем, Велика Британія  | Тверде (i) | Софія Фінер          | 3–6, 2–6      |
| Перемога  | 1.   | 9 лютого 1997   | ITF Сандерленд, Велика Британія | Тверде     | Алессія Ломбарді     | 6–4, 2–6, 6–4 |
| Поразка   | 3.   | 30 березня 1997 | ITF Воррнамбул, Австралія       | Трава      | Мірейлл Діттманн     | 6–3, 6–7, 4–6 |
| Поразка   | 4.   | 21 лютого 1998  | ITF Редбрідж, Велика Британія   | Тверде (i) | Сандра Начук         | 4–6, 3–6      |
| Поразка   | 5.   | 28 лютого 1999  | ITF Буші, Велика Британія       | Килим (i)  | Єлена Костанич-Тошич | 6–7, 3–6      |
| Поразка   | 6.   | 16 липня 2000   | ITF Філікстоу, Велика Британія  | Трава      | Роберта Вінчі        | 2–6, 2–6      |

### Парний розряд (28–23)
| Результат | Ранг | Дата             | Турнір                               | Покриття   | Партнерка         | Суперниці                                   | Рахунок               |
| --------- | ---- | ---------------- | ------------------------------------ | ---------- | ----------------- | ------------------------------------------- | --------------------- |
| Перемога  | 1.   | 10 лютого 1992   | ITF Свіндон, Велика Британія         | Килим      | Жулі Пуллен       | Джаклін Ґеллер Тіна Самара                  | 6–4, 6–4              |
| Поразка   | 1.   | 4 травня 1992    | ITF Лі-он-зе-Солент, Велика Британія | Ґрунт      | Жулі Пуллен       | Елісон Сміт Тамсін Вейнрайт                 | 1–6, 4–6              |
| Поразка   | 2.   | 19 квітня 1993   | ITF Ноттінгем, Велика Британія       | Тверде     | Джулі Салмон      | Наталія Єгорова Світлана Пархоменко         | 1–5 ret.              |
| Поразка   | 3.   | 3 травня 1993    | ITF Брекнелл, Велика Британія        | Тверде     | Клер Тейлор       | Наталія Єгорова Світлана Пархоменко         | 6–7, 1–6              |
| Поразка   | 4.   | 4 жовтня 1993    | ITF Бейзінґстоук, Велика Британія    | Тверде     | Кароліне Стассен  | Наталія Єгорова Світлана Пархоменко         | 2–6, 1–6              |
| Поразка   | 5.   | 4 липня 1994     | ITF Філікстоу, Велика Британія       | Трава      | Кароліне Стассен  | Наталія Єгорова Світлана Пархоменко         | 3–6, 5–7              |
| Поразка   | 6.   | 6 лютого 1995    | ITF Шеффілд, Велика Британія         | Тверде     | Аманда Вейнрайт   | Наталія Єгорова Світлана Пархоменко         | 4–6, 2–6              |
| Перемога  | 2.   | 24 квітня 1995   | ITF Единбург, Велика Британія        | Ґрунт      | Робін Модслі      | Карен Кросс Ліззі Джелфс                    | 6–3, 6–1              |
| Перемога  | 3.   | 5 лютого 1996    | ITF Сандерленд, Велика Британія      | Тверде     | Жулі Пуллен       | Мелісса Бідмен Хелен Лаупа                  | 6–4, 7–5              |
| Поразка   | 7.   | 18 лютого 1996   | ITF Шеффілд, Велика Британія         | Тверде (i) | Жулі Пуллен       | Лусі Ал Джоан Ворд                          | 6–7, 3–6              |
| Поразка   | 8.   | 22 квітня 1996   | ITF Единбург, Велика Британія        | Ґрунт      | Жулі Пуллен       | Гелен Крук Вікторія Девіс                   | 2–6, 0–6              |
| Поразка   | 9.   | 11 серпня 1996   | ITF Саутсі, Велика Британія          | Трава      | Луїс Латімер      | Ширлі-Енн Сіддалл Лусі Ал                   | 2–6, 6–7              |
| Перемога  | 4.   | 29 вересня 1996  | ITF Телфорд, Велика Британія         | Тверде (i) | Жулі Пуллен       | Наталія Єгорова Генріетте ван Алдерен       | 6–2, 7–6(4)           |
| Перемога  | 5.   | 6 жовтня 1996    | ITF Ноттінгем, Велика Британія       | Тверде (i) | Жулі Пуллен       | Емілі Бонд Катерина Рубанова                | 6–2, 6–4              |
| Перемога  | 6.   | 28 жовтня 1996   | ITF Единбург, Велика Британія        | Тверде     | Жулі Пуллен       | Джоелл Шад Зіна Шрайбер                     | 6–3, 6–4              |
| Перемога  | 7.   | 16 лютого 1997   | ITF Бірмінгем, Велика Британія       | Тверде     | Жулі Пуллен       | Ширлі-Енн Сіддалл Аманда Вейнрайт           | 6–2, 6–4              |
| Перемога  | 8.   | 23 лютого 1997   | ITF Редбрідж, Велика Британія        | Тверде (i) | Жулі Пуллен       | Керрі-Енн Г'юз Клер Вуд                     | 2–6, 6–4, 6–4         |
| Перемога  | 9.   | 24 березня 1997  | ITF Воррнамбул, Австралія            | Трава      | Джоан Ворд        | Еві Домінікович Аманда Грем                 | 4–6, 6–4, 6–2         |
| Поразка   | 10.  | 30 березня 1997  | ITF Воррнамбул, Австралія            | Трава      | Джоан Ворд        | Нанні де Вільєрс Ширлі-Енн Сіддалл          | 6–3, 2–6, 3–6         |
| Поразка   | 11.  | 27 квітня 1997   | ITF Борнмут, Велика Британія         | Ґрунт      | Жулі Пуллен       | Аманда Вейнрайт Ширлі-Енн Сіддалл           | 3–6, 5–7              |
| Перемога  | 10.  | 19 липня 1997    | ITF Фрінтон, Велика Британія         | Ґрунт      | Джоан Ворд        | Карен Кросс Наталія Єгорова                 | 6–4, 2–6, 6–0         |
| Поразка   | 12.  | 17 серпня 1997   | ITF Бронкс, США                      | Тверде     | Ширлі-Енн Сіддалл | Ліза Макші Рейчел Макквіллан                | 2–6, 1–6              |
| Перемога  | 11.  | 19 жовтня 1997   | ITF Саутгемптон, Велика Британія     | Килим (i)  | Жулі Пуллен       | Ленка Ценкова Сандра Начук                  | 6–2, 6–1              |
| Перемога  | 12.  | 2 листопада 1997 | ITF Единбург, Велика Британія        | Тверде (i) | Жулі Пуллен       | Аманда Гопманс Седа Норландер               | 6–3, 6–1              |
| Перемога  | 13.  | 26 липня 1998    | ITF Пічтрі, США                      | Тверде     | Жулі Пуллен       | Ванесса Вебб Кері Фебус                     | 3–6, 6–2, 6–4         |
| Перемога  | 14.  | 23 серпня 1998   | ITF Бронкс, США                      | Тверде     | Жулі Пуллен       | Хрістіна Пападакі Сара Пітковскі-Малькор    | 6–3, 6–1              |
| Перемога  | 15.  | 1 лютого 1999    | ITF Шеффілд, Велика Британія         | Тверде (i) | Ліззі Джелфс      | Суріна Де Беер Кім де Вейлле                | 3–6, 6–4, 6–3         |
| Поразка   | 13.  | 10 травня 1999   | ITF Единбург, Велика Британія        | Ґрунт      | Суріна Де Беер    | Селіма Сфар Джоан Ворд                      | 4–6, 2–6              |
| Перемога  | 16.  | 5 червня 1999    | Сербітон Trophy, Велика Британія     | Трава      | Жулі Пуллен       | Хіракі Ріка Лінда Вілд                      | w/o                   |
| Поразка   | 14.  | 31 липня 1999    | ITF Единбург, Велика Британія        | Ґрунт      | Труді Мусгрейв    | Магда Міхалаке Петра Мандула                | 6–3, 4–6, 3–6         |
| Перемога  | 17.  | 18 жовтня 1999   | ITF Саутгемптон, Велика Британія     | Килим (i)  | Жулі Пуллен       | Магда Міхалаке Зузана Валекова              | 6–3, 6–2              |
| Перемога  | 18.  | 7 листопада 1999 | ITF Галл, Велика Британія            | Тверде (i) | Жулі Пуллен       | Міхаела Паштікова Ясмін Вер                 | 6–4, 6–3              |
| Перемога  | 19.  | 13 грудня 1999   | ITF Нью-Делі, Індія                  | Тверде     | Хіракі Ріка       | Татьяна Гарбін Нірупама Санджив             | 5–2 ret.              |
| Поразка   | 15.  | 20 лютого 2000   | ITF Редбрідж, Велика Британія        | Тверде (i) | Жулі Пуллен       | Александра Фусаї Тіна Кріжан                | 6–7(4), 6–3, 6–7(1)   |
| Поразка   | 16.  | 21 лютого 2000   | ITF Буші, Велика Британія            | Килим (i)  | Жулі Пуллен       | Аннабел Еллвуд Надія Островська             | 1–6, 1–6              |
| Перемога  | 20.  | 24 квітня 2000   | ITF Борнмут, Велика Британія         | Ґрунт      | Селіма Сфар       | Ганна Коллін Жофія Губачі                   | 6–1, 6–0              |
| Поразка   | 17.  | 15 травня 2000   | ITF Единбург, Велика Британія        | Ґрунт      | Селіма Сфар       | Наталі Грандін Ніколь Ренкен                | 6–0, 3–6, 4–6         |
| Перемога  | 21.  | 16 липня 2000    | ITF Філікстоу, Велика Британія       | Трава      | Труді Мусгрейв    | Лусі Ал Наталія Єгорова                     | 6–4, 3–6, 6–4         |
| Поразка   | 18.  | 17 липня 2000    | ITF Вальядолід, Іспанія              | Ґрунт      | Труді Мусгрейв    | Марія Хосе Мартінес Санчес Алісія Ортуньйо  | 2–6, 4–6              |
| Поразка   | 19.  | 30 липня 2000    | ITF Дублін, Ірландія                 | Килим      | Труді Мусгрейв    | Кетрін Берклей Андреа ван ден Гурк          | 4–6, 5–7              |
| Перемога  | 22.  | 22 жовтня 2000   | ITF Кардіфф, Велика Британія         | Килим (i)  | Жулі Пуллен       | Джулія Казоні Лоранс Куртуа                 | 0–6, 6–1, 6–3         |
| Перемога  | 23.  | 30 жовтня 2000   | ITF Галл, Велика Британія            | Тверде (i) | Жулі Пуллен       | Мія Буріч Зіна Шмідле                       | 4–1, 1–4, 4–1, 5–4(4) |
| Перемога  | 24.  | 11 лютого 2001   | ITF Редбрідж, Велика Британія        | Тверде (i) | Жулі Пуллен       | Ірина Селютіна Тіна Кріжан                  | 6–1, 6–3              |
| Перемога  | 25.  | 25 березня 2001  | ITF Ла-Каньяда, США                  | Тверде     | Жулі Пуллен       | Хіракі Ріка Кім Ин Ха                       | 6–2, 6–4              |
| Поразка   | 20.  | 6 травня 2001    | ITF Ґіфу, Японія                     | Тверде     | Жулі Пуллен       | Вінне Пракуся Кім Ин Ха                     | 6–1, 4–6, 6–7(2)      |
| Поразка   | 21.  | 13 травня 2001   | Fukuoka International, Японія        | Трава      | Жулі Пуллен       | Хіракі Ріка Нана Міяґі                      | 0–6, 6–7(3)           |
| Перемога  | 26.  | 20 травня 2001   | ITF Единбург, Велика Британія        | Ґрунт      | Жулі Пуллен       | Гелен Крук Вікторія Девіс                   | 6–2, 6–1              |
| Перемога  | 27.  | 4 червня 2001    | Сербітон Trophy, Велика Британія     | Трава      | Жулі Пуллен       | Кім Грант Лілія Остерло                     | 7–6(3), 7–5           |
| Поразка   | 22.  | 19 березня 2002  | ITF Ла-Каньяда, США                  | Тверде     | Жулі Пуллен       | Кім Ґрант Абігейл Спірс                     | 6–4, 5–7, 1–6         |
| Поразка   | 23.  | 12 травня 2002   | Fukuoka Internaional, Японія         | Трава      | Жулі Пуллен       | Асагое Сінобу Чо Юн Чон                     | 2–6, 4–6              |
| Перемога  | 28.  | 9 червня 2002    | ITF Сербітон, Велика Британія        | Трава      | Жулі Пуллен       | Нанні де Вільєрс Селютіна Ірина Геннадіївна | 6–2, 6–2              |